# هندريك فرنانديز
هندريك فرنانديز (بالإندونيسية: Hendrik Fernandez)‏ هو سياسي إندونيسي، ولد في 7 نوفمبر 1932 في تيمور في تيمور الشرقية، وتوفي في 6 سبتمبر 2014 في كوبانغ في إندونيسيا. حزبياً، نشط في حزب العمال (إندونيسيا).